# Modinha

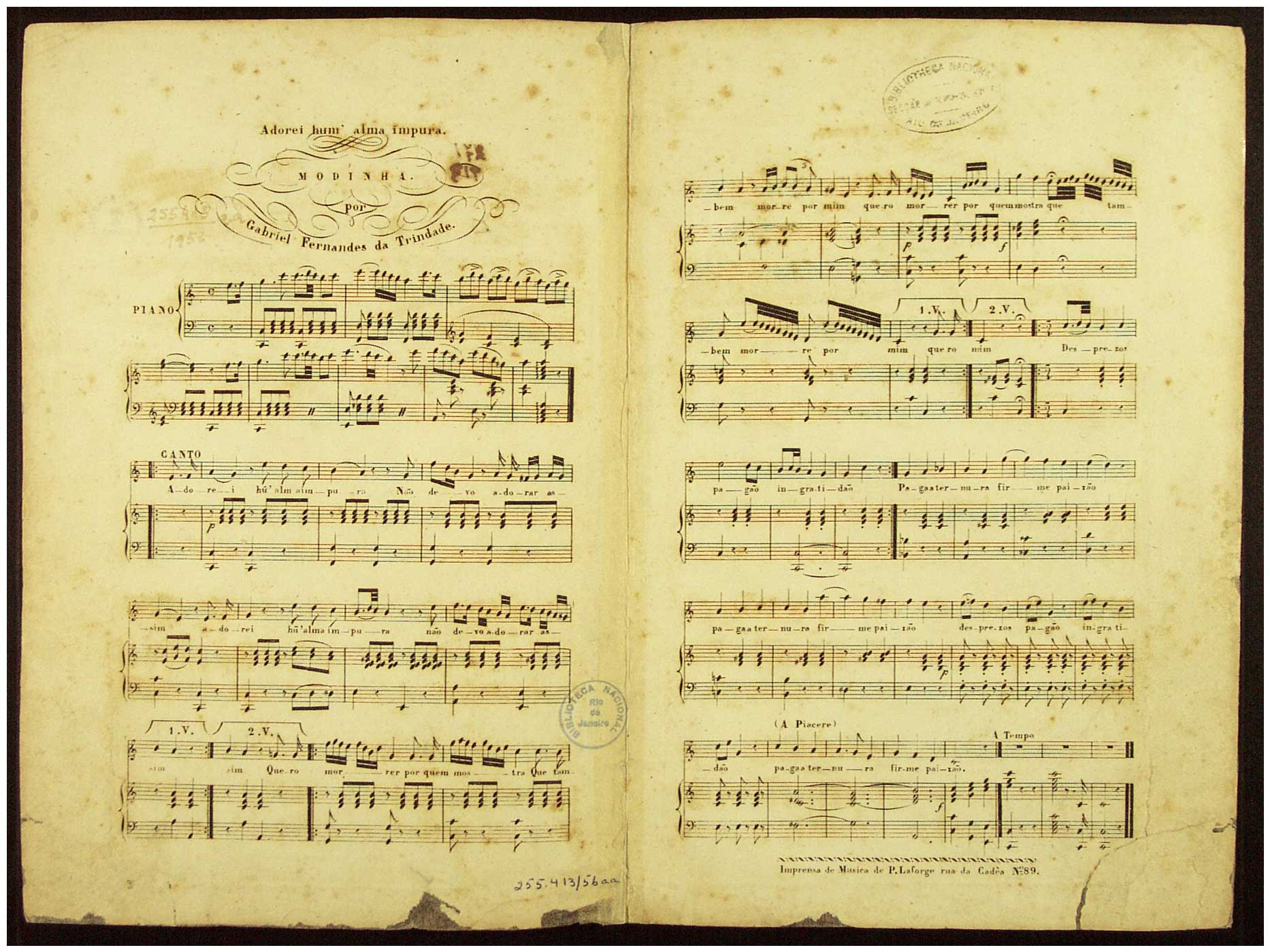
Adorei uma alma impura, de Gabriel Fernandes da Trindade.

La modinha es un género musical de Brasil, proveniente de la moda portuguesa. En el siglo XVII ya se tocaba en las calles de Bahía, por lo que es considerado el primer género de música popular brasileña. Música popular no erudita, relacionada con las costumbres domésticos y familiares de la élite social.

## Historia
La moda llegó a Brasil por medio de la colonización portuguesa. Era un tipo de canción melódica y cortesana, que tenía gran éxito en los salones de Portugal en el siglo XVII. Por lo tanto, al llegar a Brasil, era un género aristócrata y erudito. Poco a poco el género comenzó a ser aceptado popularmente y en el siglo XVIII, Domingos Caldas Barbosa compuso unas modinhas que lograron gran difusión.
La modinha comenzó a tomar características propias, diferentes de la moda, producto del enriquecimiento con las culturas indígena y africana. Por ejemplo el uso de ritmos más complejos y sincopados, finales de frase femeninos y una mayor riqueza armónica con el empleo de retardos y anticipaciones. Además de ser tocada en salones, empezó a ser tocada en las calles, a modo de serenata. Debido a su popularidad, en un principio los versos fueron compuestos por guitarristas o seresteiros (músicos de serenata) anónimos, pero luego se tornó un estilo musical nacional con que grandes escritores y compositores se encantaron con ella, incluso el Emperador Don Pedro I, se rindió a las dulces melodías de las modinhas y se arriesgó a compositor.

## Características
Tiene género lírico con letra romántica y sentimental, cantando el amor imposible y las quejas de los enamorados y de los desilusionados, podía ser además una declaración de amor. La música es de carácter tranquilo y melódico. Cuanto a forma era inspirada en la Ópera Italiana.
Al principio en las serenatas se interpretaba solo con guitarra y voz, y luego se fueron incorporando más instrumentos, como flauta y cavaquinho. Otros instrumentos utilizados eran el mandolina y la viola caipira. 
Predomina el modo menor y los tempos moderados.
Hasta el siglo XVIII se utilizaban compases de 2/4 o 4/4, pero a principios del siglo XIX, por la influencia del vals, muchas modinhas pasaron a 3/4.
La modinha no ha tenido una estructura formal fija. Pueden tener o no introducción y coda. Pueden tener dos o tres partes centrales. El plan tonal también es variable, aunque lo más común es el cambio hacia el modo mayor en la sección central de la obra.